# Seppo Räty
Seppo Henrik Räty (Helsinki, 27 aprile 1962) è un ex giavellottista finlandese, campione mondiale nel 1987.

## Biografia
Il suo record personale è stato di 96,96 m nel 1991, record mondiale di allora. Fu ottenuto con un giavellotto di tipo "Nemeth" modificato che fu in seguito bandito dalla IAAF nello stesso anno; anche i risultati ottenuti con quel tipo di attrezzo vennero retroattivamente cancellati. Il record personale di Räty con il giavellotto attuale è un 90,60 m risalente al 1992.
È stato campione del mondo nel 1987 e tre volte medaglia olimpica (argento nel 1992 e bronzo nel 1988 e nel 1996). Gli furono dati i soprannomi di Tohmajärven karhu (l'orso di Tohmajärvi) e Tohmajärven tykki (il cannone di Tohmajärvi).
Attualmente allena la lanciatrice di giavellotto careliana Oona Sormunen.

## Palmarès
| Anno | Manifestazione  | Sede       | Evento                 | Risultato | Prestazione | Note                  |
| ---- | --------------- | ---------- | ---------------------- | --------- | ----------- | --------------------- |
| 1987 | Mondiali        | Roma       | Lancio del giavellotto | Oro       | 83,54 m     | Record dei campionati |
| 1988 | Giochi olimpici | Seul       | Lancio del giavellotto | Bronzo    | 83,26 m     |                       |
| 1990 | Europei         | Spalato    | Lancio del giavellotto | 5º        | 82,18 m     |                       |
| 1991 | Mondiali        | Tokyo      | Lancio del giavellotto | Argento   | 88,12 m     |                       |
| 1992 | Giochi olimpici | Barcellona | Lancio del giavellotto | Argento   | 86,60 m     |                       |
| 1993 | Mondiali        | Stoccarda  | Lancio del giavellotto | 28º       | 74,30 m     |                       |
| 1994 | Europei         | Helsinki   | Lancio del giavellotto | Argento   | 82,90 m     |                       |
| 1995 | Mondiali        | Göteborg   | Lancio del giavellotto | 11º       | 78,76 m     |                       |
| 1996 | Giochi olimpici | Atlanta    | Lancio del giavellotto | Bronzo    | 86,98 m     |                       |
| 1997 | Mondiali        | Atene      | Lancio del giavellotto | 17º       | 77,24 m     |                       |